# Reginald Cotterell Butler

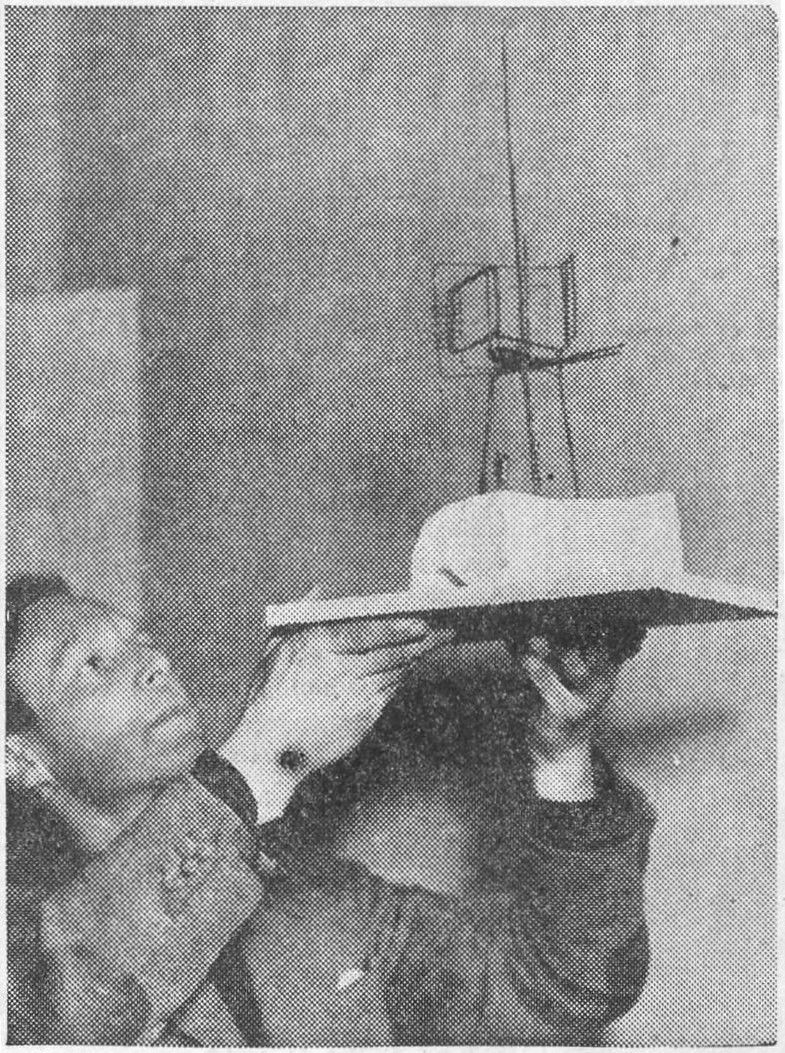
Reg Butler, 1953

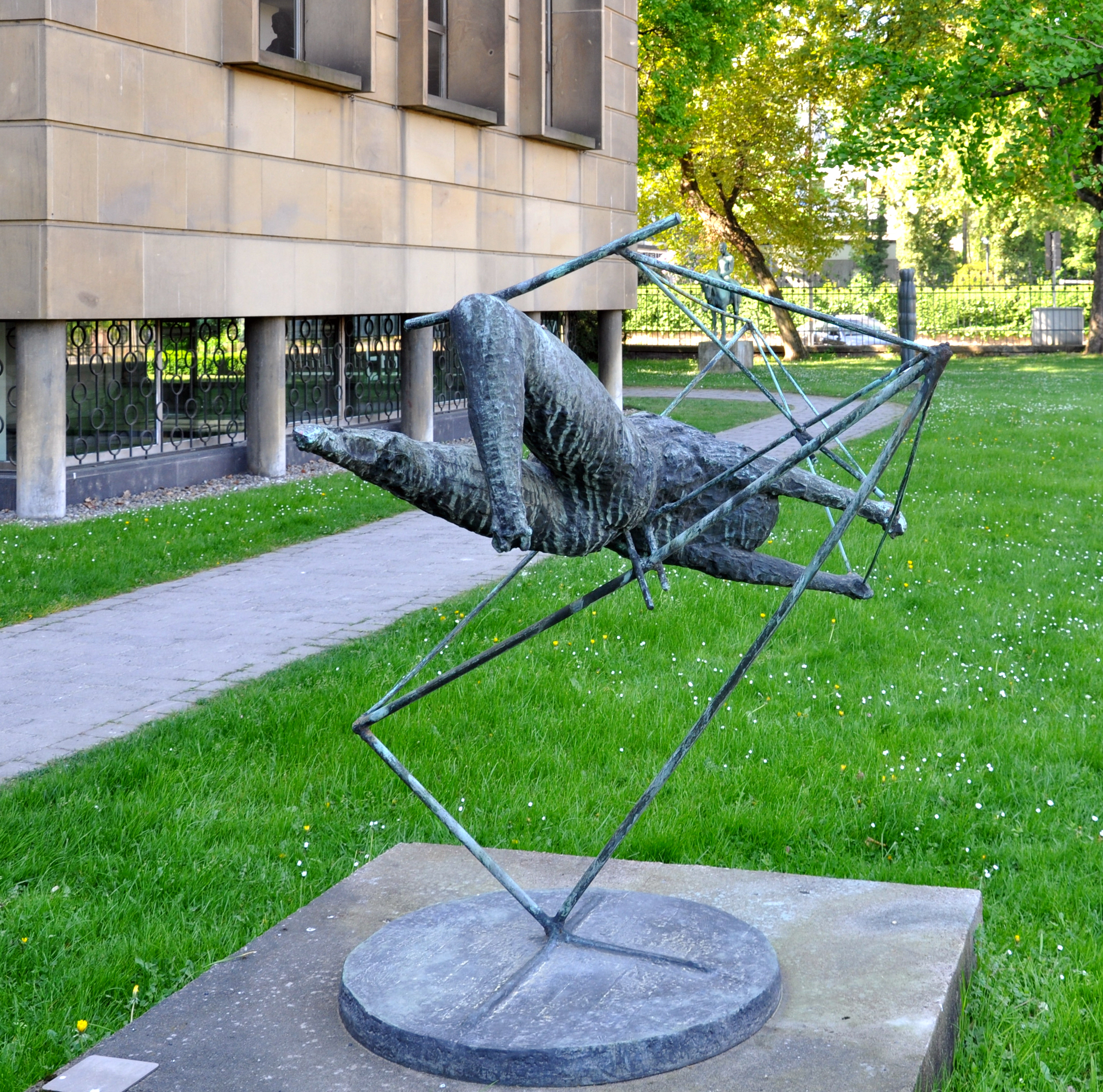
Frau im Raum von Reg Butler im Skulpturengarten des Städel in Frankfurt am Main

Reginald Cotterell „Reg“ Butler (* 28. April 1913 in Buntingford, England; † 23. Oktober 1981 in Berkhamsted, England) war ein britischer Bildhauer, der der Bildhauerei nach dem Zweiten Weltkrieg neue Impulse gab.

## Leben
Reginald Cotterell Butler ist bekannt für seine Metallkonstruktionen, und später für seinen abstrahierten, morbiden Frauenplastiken. Er studierte an der Architectural Association School of Architecture in London von 1937 bis 1939. Er setzte als einer der ersten europäischen Künstler, ganz in Abkehr von den traditionellen Techniken, das Montieren und Schweißen für seine Skulpturen ein, die auf den ersten Blick aus losen Elemente zu bestehen scheinen. Ende der 1960er Jahre/Anfang der 1970er Jahre schuf er aufsehenerregende, bemalte Bronzefiguren, denen er Glasaugen ein- und echtes Haar aufsetzte.
1953 gewann er den Wettbewerb Unknown Political Prisoner. In den 1950er und 1960er Jahren gehörte er zu den bekanntesten Bildhauern Englands.
1955 war Reg Butler Teilnehmer der documenta 1 und im Jahr 1959 auch der documenta II in Kassel. 1965 wurde er als assoziiertes Mitglied in die Académie royale des Sciences, des Lettres et des Beaux-Arts de Belgique aufgenommen.
Reg Butler war Lehrer an der Slade School of Art in London.
Künstlerische Verwandtschaft seiner Arbeit besteht zum Beispiel mit den Werken von Hans Bellmer und Allen Jones.

## Werke in Museen
Etliche seiner Skulpturen sind im Museum of Modern Art in New York und der Tate Gallery in London ausgestellt. Die Skulptur Frau im Raum ist im Skulpturengarten des Städel in Frankfurt am Main zu sehen.